# غلي بلاغ غنبدلو
غلي بلاغ غنبدلو هي قرية في مقاطعة هشترود، إيران. عدد سكان هذه القرية هو 43 في سنة 2006.